# Dornier Do E
Die Dornier Do E war ein deutsches Aufklärungsflugboot der 1920er Jahre.

## Geschichte
Die Do E entstand im Rahmen eines Vertrages, den Claude Dornier am 6. Februar 1924 mit der japanischen Firma Kawasaki Dockyard Ltd. über die Entwicklung und den Bau von mehreren Land- und Seeflugzeugtypen inklusive der Abtretung der Baurechte abschloss. Die japanische Seite hatte während der dafür geführten Verhandlungen Interesse an einem Flugboot für die Aufklärung in Küstennähe bekundet, das in der Größenordnung zwischen den Dornier-Konstruktionen Do A Libelle und Do J Wal angesiedelt sein sollte. Zeitgleich mit der Unterzeichnung erfolgte die offizielle Auftragsvergabe. Als Antrieb wurde ein britischer Rolls-Royce-Eagle-Motor mit 340 PS vorgesehen. Im September 1924 war der Bau abgeschlossen; das Flugzeug mit der Werknummer 58 wurde eingeflogen und der Form halber für die schweizerische Fluggesellschaft Ad Astra Aero mit dem Kennzeichen CH-126 zugelassen. Etwa zwei Wochen später übernahmen Abnahmevertreter von Kawasaki am 8. Oktober die Do E und veranlassten die Verschiffung nach Japan, die wahrscheinlich noch im gleichen Monat erfolgte. Ihre Zulassung erlosch am 31. Dezember des Jahres.
Im Jahr 1924 wurde bei Dornier in Manzell mit dem Bau eines zweiten Exemplars begonnen. Noch während dieser Arbeiten, die sich bis ins Folgejahr hinzogen, gab das Interalliierte Luftfahrt-Garantiekomitee (ILGK), welches für die Einhaltung der Bestimmungen des Versailler Vertrags im Luftfahrtbereich zuständig war, im November 1924 die Freigabe der Do E als Zivilflugzeug bekannt. Mittlerweile bekundete das chilenische Militär neben anderen Typen von Dornier auch an diesem sein Interesse und so wurde die Do E mit der Werknummer 59 zusammen mit einer Do H im Januar 1926 zu Vorführungszwecken per Schiff nach Buenos Aires verschickt. Nachdem das Testprogramm bis zum Juli mit guten Ergebnissen aufwarten konnte, entschloss sich die chilenische Marine zum Kauf des Flugzeugs. Sie flog es einige Jahre und unterzog es im Jahr 1931 in ihrer Basis Quintero einer Generalüberholung, so dass die Do E noch bis mindestens 1936 hätte fliegen können. Ihr genauerer Verbleib ist aber ebenso wie das der nach Japan verkauften nicht bekannt.
Von der Do E entstanden noch zwei Stück mit den Werknummern 72 und 73 als Reaktion auf den im November 1925 vom Deutschen Luftfahrt-Verband initiierten Deutschen Seeflug-Wettbewerb, der für den Juli kommenden Jahres geplant wurde. Offiziell sollte die Entwicklung eines leistungsfähigen und seetüchtigen Postflugzeugs vorangetrieben werden, eigentlicher Zweck aber war die Schaffung eines militärischen Seeflugzeugs für die Reichsmarine. Die beiden Flugzeuge erhielten dafür leistungsstärkere, aber dafür leichtere Motoren von Gnome-Rhône. Ein weiterer Unterschied zu den beiden ersten Do E war die Stoffbespannung sämtlicher Ruder, die eine Aluminiumbeplankung über alles erhalten hatten. Zusätzlich wurde auch die Tragfläche der WNr. 72 mit Stoff bespannt. Die Bezeichnung für diese Version lautete Do E Gis. Zur besseren Unterscheidung wurde den nach Japan und Chile gelieferten Exemplaren nachträglich das Kürzel Do E Ris zugeteilt. Im Zuge der Wettbewerbsvorbereitungen wurde im Juli 1926 noch ein weiteres Exemplar mit der WNr. 125 aufgelegt, weshalb sich in der Literatur gelegentlich die Gesamtzahl von fünf produzierten Do E findet. Es sollte einen BMW VI mit 600 PS Nennleistung und die Bezeichnung Do E Bis erhalten; vollendet wurde es hingegen nicht.
Die Bestimmungen des Wettbewerbs sahen vor, dass sich die teilnehmenden Flugzeuge bis zum 11. Juli 1926 am Austragungsort in Warnemünde einzufinden hatten. Beide Do E, die am 10. und 18. Juli vollendet und erst einige Tage danach als D–932 bzw. D–933 zugelassen wurden, kamen zu spät und durften deshalb nicht teilnehmen. Trotzdem wurden sie nach Warnemünde überführt und für die Dauer der Veranstaltung mit ihren Piloten Joachim Coeler und Richard Wagner zur Verfügung gehalten. Am fünften Wettbewerbstag wurde es den Flugzeugführern schließlich erlaubt, an der letzten Disziplin, der Seetüchtigkeitsprüfung, teilzunehmen. Coeler und Wagner starteten dabei wie auch die zwei von Rohrbach geschickten Ro VII Robbe außer Konkurrenz. Die beiden Do E konnten bei Seegang 4 und Windstärke 5 ohne Probleme Landungen ausführen, in die Ansaugleitungen der Triebwerke eindringendes Spritzwasser führte jedoch zu Motorschäden. Nachdem sich nach Wettbewerbsende auch bis zum Dezember 1926 noch kein Käufer für die beiden Flugzeuge gefunden hatte, wurden sie nach Manzell rücküberführt und bei Dornier eingelagert, wo sie noch 1931 nachweisbar waren.

## Aufbau
Die Do E war ein abgestrebter, halbfreitragender Hochdecker in Ganzmetallbauweise. Der als Bootskörper ausgebildete Rumpf bestand zum größten Teil aus Duraluminium, die stärker beanspruchten Baugruppen aus Stahl. Zwei bis vier Spanten waren als Querschotten ausgebildet, die ihn in drei bis fünf wasserdichte Abteilungen unterteilten. Der Rumpfboden war leicht gekielt und mit einer Stufe in der Mitte ausgestattet, dahinter befand sich ein fester Spornkasten. Das Flugboot war mit den Dornier-typischen Flossenstummeln ausgestattet, die anstelle von Stützschwimmern die Stabilität gewährleisteten und zum Auftrieb beitrugen. Der zweisitzige Führerraum war offen und befand sich direkt unter dem Triebwerk; dahinter befanden sich zwei Kraftstoffbehälter, zwischen denen ein Gang zum Beobachterstand führte, der bei der Do E Ris entweder mit einem beweglichen Maschinengewehr oder einer Lichtbildanlage bestückt werden konnte. Die Do E Gis hingegen war nicht bewaffnet.
Die Tragfläche der Do E besaß einen rechteckigen Umriss, war zweiteilig ausgeführt und durch einen Strebenbock mit dem Rumpf verbunden. Zusätzlich stützten sie zwei Streben auf jeder Seite zum Bootskörper hin über den Flügelstummeln ab. Ihre Konstruktion bestand aus zwei als Fachwerk ausgelegten stählernen Holmen, die durch Querriegel und Kastenrippen aus Duraluminium miteinander verbunden waren. Mit Ausnahme der Werknummer 72, deren gesamte Tragfläche bis auf den Motorbereich mit Stoff bespannt war, bestand die Beplankung aus mit Sicken verstärkten Aluminiumblechen. Die Querruder waren durch kleine Hilfsruder aerodynamisch ausgeglichen.
Am Rumpfheck war das freitragende, aus Metall gefertigte Leitwerk aufgesetzt. Die verstellbare Höhen- sowie die Seitenflosse waren mit Leichtmetallblechen verkleidet, die Ruder stoffbespannt. Zur Entlastung besaß das Seitenruder einen Hornausgleich und das Höhenruder kleine Hilfsflächen.

## Nutzer
Chile
- Chilenische Marine

## Technische Daten
| Kenngröße                                | Daten (Do E Ris)                                                                                    | Daten (Do E Gis)                                                                       |
| ---------------------------------------- | --------------------------------------------------------------------------------------------------- | -------------------------------------------------------------------------------------- |
| Besatzung                                | 3                                                                                                   | 3                                                                                      |
| Spannweite                               | 17,10 m                                                                                             | 17,50 m                                                                                |
| Länge                                    | 12,45 m                                                                                             | 12,85 m                                                                                |
| Höhe                                     | 3,80 m                                                                                              | 3,80 m                                                                                 |
| Flügelfläche                             | 51,30 m²                                                                                            | 52,90 m²                                                                               |
| Leermasse                                | 1700 kg                                                                                             | 1700 kg                                                                                |
| Startmasse                               | 2450 kg                                                                                             | 2700 kg                                                                                |
| Antrieb                                  | ein wassergekühlter Zwölfzylinder-Viertakt-V-Motor Rolls-Royce Eagle IX                             | ein luftgekühlter Neunzylinder-Viertakt-Sternmotor Gnome-Rhône Jupiter VI 9A           |
| Startleistung Nennleistung Dauerleistung | 340 PS (250 kW) bei 1900/min 300 PS (221 kW) bei 1840/min 280 PS (206 kW) bei 1800/min in Bodennähe | 450 PS (331 kW) bei 2000/min 425 PS (313 kW) bei 1700/min 380 PS (279 kW) bei 1550/min |
| Höchstgeschwindigkeit                    | 162 km/h in Bodennähe                                                                               | 174 km/h in Bodennähe                                                                  |
| Marschgeschwindigkeit                    | 140 km/h                                                                                            | 145 km/h                                                                               |
| Steigzeit                                | 10 min auf 1000 m Höhe 51 min auf 3000 m Höhe                                                       | 8 min auf 1000 m Höhe 40 min auf 3000 m Höhe                                           |
| Reichweite                               | 600 km                                                                                              | 600 km                                                                                 |
| Gipfelhöhe                               | 3600 m                                                                                              | 4000 m                                                                                 |